# Myoprocta
Acouchis
Genre
Les acouchis (Myoprocta) forment un genre de rongeurs de la famille des Dasyproctidae. Ce sont des mammifères rongeurs de la taille approximative d'un lapin et que l'on rencontre dans les forêts d' Amérique du Sud.

## Systématique
Ce genre a été décrit pour la première fois en 1903 par le zoologiste britannique Michael Rogers Oldfield Thomas (1858-1929).
La classification des espèces de ce genre a été débattue par les auteurs, hésitant à attribuer l'épithète acouchi aux espèces dont le pelage est tantôt plus rouge, tantôt à celles tirant sur le vert ; exilis étant attribué dans ce dernier cas à l'autre espèce. Ceci jusqu'en 2001, quand Voss et al. décidèrent de se baser sur la répartition géographique et non plus l'aspect pour nommer les espèces. Ainsi ils incluent l'ancienne espèce exilis dans Myoprocta acouchy et réfutent l'hypothèse d'une hybridation, émise par Emmons & Feer (1997:230), entre deux espèces dont les territoires sont trop séparés. Reste à clarifier si les populations de Myoprocta pratti forment bien une seule espèce.

## Liste d'espèces
Selon Mammal Species of the World (version 3, 2005)  (5 mai 2013), ITIS (5 mai 2013) et NCBI (5 mai 2013) :
- Myoprocta acouchy (Erxleben, 1777) - Acouchi commun[8] ou Acouchi de Buffon[2]
- Myoprocta pratti Pocock, 1913

Selon Paleobiology Database (5 mai 2013) :
- Myoprocta acouchy
- Myoprocta milleri
- Myoprocta pratti